# Osilnica
Osilnica est une commune située dans la région historique de la Basse-Carniole au sud de la Slovénie à la frontière croate.

## Géographie
La commune est localisée au sud de la Slovénie à la frontière avec la Croatie au sein des Alpes dinariques. La commune est traversée par la rivière Kolpa, un affluent de la rivière Save, elle-même affluent du Danube.

### Villages
Les localités qui compoent la commune sont Belica, Bezgarji, Bezgovica, Bosljiva Loka, Grintovec pri Osilnici, Križmani, Ložec, Malinišče, Mirtoviči, Osilnica, Padovo pri Osilnici, Papeži, Podvrh, Ribjek, Sela, Spodnji Čačič, Strojiči, Zgornji Čačič et Žurge.

## Démographie
Entre 1999 et 2021, la population de la commune est restée stable avec une population légèrement inférieure à 500 habitants,.

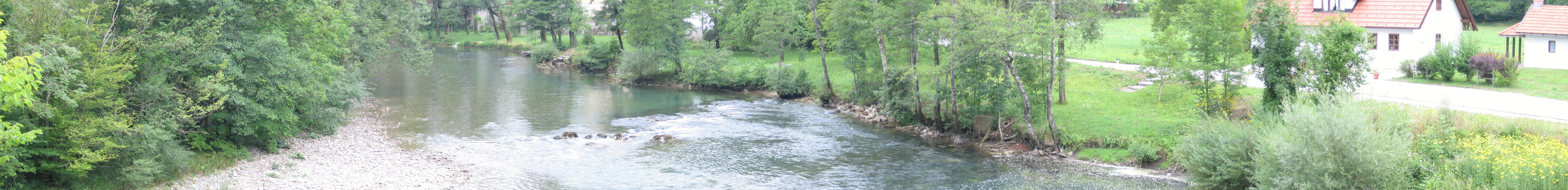
Rivière Kolpa lors de son passage dans la commune.

Évolution démographique
| 1999 | 2000 | 2001 | 2002 | 2003 | 2004 | 2005 | 2006 | 2007 |
| ---- | ---- | ---- | ---- | ---- | ---- | ---- | ---- | ---- |
| 420  | 402  | 401  | 408  | 423  | 433  | 430  | 424  | 428  |
| 2008 | 2009 | 2010 | 2011 | 2012 | 2013 | 2014 | 2015 | 2016 |
| 430  | 404  | 403  | 402  | 428  | 396  | 387  | 374  | 372  |
| 2017 | 2018 | 2019 | 2020 | 2021 |      |      |      |      |
| 377  | 370  | 369  | 353  | 327  |      |      |      |      |